# Tassenkuchen

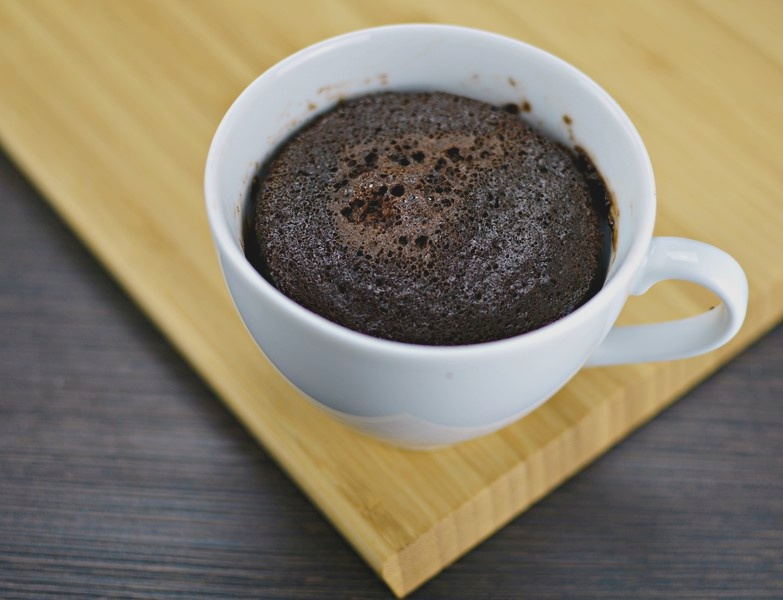
Schokoladen-Tassenkuchen

Ein Tassenkuchen, auch bekannt als Mug Cake (von englisch mug ‚Becher‘ und cake ‚Kuchen‘), ist ein kleiner Kuchen, der zu den Rührkuchen gehört. Er wird direkt in einer großen Tasse oder einem Becher zubereitet und üblicherweise in der Mikrowelle – und nicht in einem herkömmlichen Backofen – gebacken.
Die Grundlage bildet ein einfacher Rührteig aus wenigen Zutaten (typischerweise 1 Ei, Zucker, Öl oder flüssige Butter, Milch, Mehl und Backpulver), die löffelweise abgemessen und direkt in der Tasse verrührt werden, in der der Kuchen danach auch gebacken und serviert wird. Somit lassen sich Tassenkuchen sehr schnell und unkompliziert, ohne große Backkenntnisse und ohne besonderes Küchenzubehör herstellen. Ein Tassenkuchen entspricht in der Regel der Portion für eine Person. Die Backzeit beträgt in der Mikrowelle, je nach Teigmenge und Leistung des Gerätes, nur 1–2 Minuten und muss dabei fast sekundengenau eingestellt werden, damit der Teig nicht zu fest oder gummiartig wird. Er vergrößert sich dabei etwa um die Hälfte. Eine knusprige Kruste bildet sich nicht, da der Kuchen genau genommen in der Mikrowelle nicht backt, sondern lediglich gegart wird. Meist werden Tassenkuchen noch warm verzehrt.
Ursprünglich kommt der Trend aus den USA. Inzwischen sind im Handel auch Backmischungen für Tassenkuchen erhältlich.